# Campeonatos de España de esquí alpino
El Campeonato de España de Esquí Alpino es la más alta de las competiciones dentro del circuito nacional. 
La organiza la Real Federación Española de Deportes de Invierno y tiene una frecuencia anual. Suele programarse entre los meses de marzo y abril y a él acuden los/las mejores esquiadores/as de las distintas federaciones regionales. 

## Historia
La Federación Española de Deportes de Invierno se creó en 1934. En 1943 se reglamentó la competición para adecuarse a las exigencias internacionales en los diferentes deportes. Está presidida por José María (May) Peus. Blanco x Martina

## Federaciones
Las federaciones que acuden a la competición son. 
- REAL FEDERACIÓN ESPAÑOLA DE DEPORTES DE INVIERNO
- FEDERACIÓN ANDALUZA DE DEPORTES DE INVIERNO
- FEDERACIÓN ARAGONESA DE DEPORTES DE INVIERNO
- FEDERACIÓN DEPORTES DE INVIERNO DEL PRINCIPADO DE ASTURIAS
- FEDERACIÓN CÁNTABRA DE DEPORTES DE INVIERNO
- FEDERACIÓN DEPORTES DE INVIERNO DE CASTILLA Y LEÓN
- FEDERACIÓ CATALANA D'ESPORTS D'HIVERN
- FEDERACIÓN GALLEGA DE DEPORTES DE INVIERNO
- FEDERACIÓN MADRILEÑA DE DEPORTES DE INVIERNO
- FEDERACIÓN NAVARRA DE DEPORTES DE INVIERNO
- FEDERACIÓN RIOJANA DE DEPORTES DE INVIERNO
- FEDERACIÓN DEPORTES DE INVIERNO DE LA COMUNITAT VALENCIANA
- FEDERACIÓN VASCA DE DEPORTES DE INVIERNO
- FEDERACIÓN DE DEPORTES DE INVIERNO  EN LA REGION DE MURCIA

## Pruebas
Las pruebas que se realizan son descensos cronometrados en diferentes disciplinas: 
- Eslalon (Slalom)
- Eslalon gigante
- Eslalon Súper Gigante.
- Combinada alpina que consiste en la suma de los tiempos de un Súper Gigante y un Slalom

En la primera ronda se clasifican los participantes más rápidos que saldrán en orden inverso en la segunda ronda.

## Clasificaciones del Campeonato Femenino
Clasificaciones desde el año 2005
|      |   |                                   | Eslalom                     |                                   | Gigante                   |                                   | Súper Gigante               |
| ---- | - | --------------------------------- | --------------------------- | --------------------------------- | ------------------------- | --------------------------------- | --------------------------- |
|      |   |                                   | Sierra Nevada               |                                   | Espot                     |                                   |                             |
| 2022 | 1 | Bandera de Cataluña               | Nuria Pau Romeu             | Bandera de Cataluña               | Miren Miquel Vignau       |                                   |                             |
|      | 2 | Bandera del País Vasco            | Arrieta Rodríguez Elosegui  | Bandera de Cataluña               | Nuria Pau Romeu           |                                   |                             |
|      | 3 | Bandera de Cataluña               | Miren Miquel Vignau         | Bandera de Cataluña               | Lisa Vallcorba Barata     |                                   |                             |
|      |   |                                   | Espot                       |                                   | Espot                     |                                   | Sierra Nevada               |
| 2021 | 1 | Bandera de Cataluña               | Nuria Pau Romeu             | Bandera de Cataluña               | Miren Miquel Vignau       | Bandera de Aragón                 | Celia Abad Rodríguez        |
|      | 2 | Bandera de Cataluña               | Miren Miquel Vignau         | Bandera de Cataluña               | Silvia Vila Mina          | Bandera de Cataluña               | Ana Esteve Bieto            |
|      | 3 | Bandera del País Vasco            | Arrieta Rodríguez Elosegui  | Bandera de Cataluña               | Jana Suau Claramunt       | Bandera de Cataluña               | Nuria Pau Romeu             |
| 2020 |   |                                   | -                           |                                   | -                         |                                   | -                           |
|      |   |                                   | Baqueira Beret              |                                   | Baqueira Beret            |                                   | Baqueira Beret              |
| 2019 | 1 | Bandera de Cataluña               | Nuria Pau Romeu             | Bandera de Cataluña               | Nuria Pau Romeu           | Bandera de Cataluña               | Nuria Pau Romeu             |
|      | 2 | Bandera de Andorra                | Carla Mijares               | Bandera de Aragón                 | Inda Garin Forkegard      | Bandera del País Vasco            | Sofia Gandarias Goldaracena |
|      | 3 | Bandera de Andorra                | Sissi Histerreitner         | Bandera de Andorra                | Sissi Histerreitner       | Bandera de Cataluña               | Pat Miquel Vignau           |
|      |   |                                   | Sierra Nevada               |                                   | Sierra Nevada             |                                   | Sierra Nevada               |
| 2018 | 1 | Bandera de Cataluña               | Julia Bargallo Granero      | Bandera de Cataluña               | Julia Bargallo Granero    | Bandera de Cataluña               | Julia Bargallo Granero      |
|      | 2 | Bandera de Cataluña               | Ana Esteve Bieto            | Bandera de Cataluña               | Pat Miquel Vignau         | Bandera de Cataluña               | Ana Esteve Bieto            |
|      | 3 | Bandera de Andalucía              | Irene Alvarez Perez         | Bandera de Andorra                | Cande Moreno              | Bandera de Andalucía              | Irene Alvarez Parez         |
|      |   |                                   | Espot                       |                                   | Espot                     |                                   | Espot                       |
| 2017 | 1 | Bandera de Cataluña               | Miren Miquel Vignau         | Bandera de Cataluña               | Nuria Pau Romeu           | Bandera de Cataluña               | Julia Bargallo Granero      |
|      | 2 | Bandera de Cataluña               | Nuria Pau Romeu             | Bandera de Cataluña               | Julia Bargallo Granero    | Bandera de Cataluña               | Nuria Pau Romeu             |
|      | 3 | Bandera de Aragón                 | Inda Garin Folkegard        | Bandera de Andorra                | Carmina Pallas            | Bandera de Cataluña               | Clara Lopez Costa           |
|      |   |                                   | Formigal                    |                                   | Formigal                  |                                   |                             |
| 2016 | 1 | Bandera de Cataluña               | Nuria Pau Romeu             | Bandera de Cataluña               | Julia Bargallo Granero    |                                   |                             |
|      | 2 | Bandera de Cataluña               | Julia Bargallo Granero      | Bandera de Suecia                 | Li Djurestaahl            |                                   |                             |
|      | 3 | Bandera del País Vasco            | Sofia Gandarias Goldaracena | Bandera de Cataluña               | Anna Diazprieto Ribo      |                                   |                             |
|      |   |                                   | Baqueira Beret              |                                   | Baqueira Beret            |                                   | Baqueira Beret              |
| 2015 | 1 | Bandera de Cataluña               | Nuria Pau Romeu             | Bandera de Andalucía              | Carolina Ruiz Castillo    | Bandera de Andalucía              | Carolina Ruiz Castillo      |
|      | 2 | Bandera de Cataluña               | Julia Bargallo Granero      | Bandera de Cataluña               | Nuria Pau Romeu           | Bandera de Cataluña               | Ana Esteve Bieto            |
|      | 3 | Bandera de Cataluña               | Anna Diazprieto Ribo        | Bandera de Cataluña               | Sara Ramentol             | Bandera de Cataluña               | Julia Bargallo Granero      |
|      |   |                                   | Sierra Nevada               |                                   | Sierra Nevada             |                                   | Sierra Nevada               |
| 2014 | 1 | CAT                               | Mariona Boix Ferrer         | Bandera de Andalucía              | Carolina Ruiz Castillo    | Bandera de Andalucía              | Carolina Ruiz Castillo      |
|      | 2 | Bandera de Cataluña               | Marta Jiménez Salmurri      | Bandera de Cataluña               | Mariona Boix Ferrer       | Bandera de Aragón                 | Inda Garin Folkegard        |
|      | 3 | Bandera de Cataluña               | Julia Bargallo Granero      | Bandera de Cataluña               | Nuria Pau Romeu           | Bandera de Cataluña               | Marta Jiménez Salmurri      |
|      |   |                                   | La Molina                   |                                   | La Molina                 |                                   | La Molina                   |
| 2013 | 1 | Bandera de Cataluña               | Andrea Jardi Cuadrado       | Bandera de Cataluña               | Andrea Jardí Cuadrado     | Bandera de Cataluña               | Ona Rocamora Badia          |
|      | 2 | Bandera de Cataluña               | Nuria Pau Romeu             | Bandera de Cataluña               | Laura Jardí Cuadrado      | Bandera de Cataluña               | Andrea Jardí Cuadrado       |
|      | 3 | Bandera de Cataluña               | Anna Galofre Marti          | Bandera de Cataluña               | Nuria Pau Romeu           | Bandera de Cataluña               | Laura Jardí Cuadrado        |
|      |   |                                   | La Molina                   |                                   | La Molina                 |                                   | La Molina                   |
| 2012 | 1 | Bandera de Cataluña               | Nuria Pau Romeu             | Bandera de Andalucía              | Carolina Ruiz Castillo    | Bandera de Andalucía              | Carolina Ruiz Castillo      |
|      | 2 | Bandera de Cataluña               | Eli Samper Crespo           | Bandera de Cataluña               | Andrea Jardí Cuadrado     | Bandera de Cataluña               | Ona Rocamora Badia          |
|      | 3 | Bandera de Cataluña               | Aina Aleu Roig              | Bandera de Andalucía              | Georgina Fernández Salmon | Bandera de Cataluña               | Mariona Boix Ferrer         |
|      |   |                                   | Sierra Nevada               |                                   | Sierra Nevada             |                                   | Sierra Nevada               |
| 2011 | 1 | Bandera de Andalucía              | María José Rienda           | Bandera de Andalucía              | Carolina Ruiz Castillo    | Bandera de Andalucía              | Carolina Ruiz Castillo      |
|      | 2 | Bandera de Andalucía              | Carolina Ruiz Castillo      | Bandera de Andalucía              | Maria Jose Rienda         | Bandera de Cataluña               | Andrea Jardí Cuadrado       |
|      | 3 | Bandera de Cataluña               | Anna Galofre Marti          | Bandera de Cataluña               | Andrea Jardí Cuadrado     | Bandera de Andalucía              | María José Rienda           |
|      |   |                                   | Candanchú                   |                                   | Candanchú                 |                                   |                             |
| 2010 | 1 | Bandera de Cataluña               | Laura Jardí Cuadrado        | Bandera de Andalucía              | Carolina Ruiz Castillo    |                                   |                             |
|      | 2 | Bandera de Cataluña               | Marta Badia Dalmau          | Bandera de Andalucía              | María José Rienda         |                                   |                             |
|      | 3 | Bandera de Cataluña               | Lucía Guerra Martín         | Bandera de Cataluña               | Andrea Jardí Cuadrado     |                                   |                             |
|      |   |                                   | La Molina                   |                                   | La Molina                 |                                   | La Molina                   |
| 2009 | 1 | Bandera de Cataluña               | Andrea Jardí Cuadrado       | Bandera de Andalucía              | Carolina Ruiz Castillo    | Bandera de Andalucía              | Carolina Ruiz Castillo      |
|      | 2 | Bandera de Andalucía              | Carolina Ruiz Castillo      | Bandera de Cataluña               | Andrea Jardí Cuadrado     | Bandera de Cataluña               | Andrea Jardí Cuadrado       |
|      | 3 | Bandera de Cataluña               | Claudia Carreras Torras     | Bandera de Aragón                 | Leyre Morlans Aguilar     | Bandera de Aragón                 | Leyre Morlans Aguilar       |
| 2008 |   |                                   |                             |                                   |                           |                                   |                             |
|      |   |                                   | Candanchú                   |                                   | Candanchú                 |                                   |                             |
| 2007 | 1 | Bandera de Andalucía              | Carolina Ruiz Castillo      | Bandera de Andalucía              | Carolina Ruiz Castillo    |                                   |                             |
|      | 2 | Bandera de Andorra                | Mireia Gutiérrez            | Bandera de Andorra                | Mireia Gutiérrez          |                                   |                             |
|      | 3 | Bandera de Cataluña               | Andrea Jardí Cuadrado       | Bandera de Cataluña               | Andrea Jardí Cuadrado     |                                   |                             |
|      |   |                                   | Candanchú                   |                                   | Candanchú                 |                                   | Candanchú                   |
| 2006 | 1 | Bandera de Andalucía              | María José Rienda           | Bandera de Andalucía              | María Jose Rienda         | Bandera de Andalucía              | María José Rienda           |
|      | 2 | Bandera de Cataluña               | Mireia Clemente Martín      | Bandera de la Comunidad de Madrid | Laura Rodríguez Rodríguez | Bandera de Cataluña               | Mireia Clemente Martín      |
|      | 3 | Bandera de la Comunidad de Madrid | Laura Rodríguez Rodríguez   | Bandera de Andalucía              | Carolina Ruiz Castillo    | Bandera de la Comunidad de Madrid | Laura Rodríguez Rodríguez   |
|      |   |                                   | Sierra Nevada               |                                   | Sierra Nevada             |                                   | Sierra Nevada               |
| 2005 | 1 | Bandera de Andalucía              | María José Rienda           | Bandera de Andalucía              | Carolina Ruiz Castillo    | Bandera de Andalucía              | María José Rienda           |
|      | 2 | Bandera de Andalucía              | Carolina Ruiz Castillo      | Bandera de Aragón                 | Leyre Morlans Aguilar     | Bandera de Andalucía              | Carolina Ruiz Castillo      |
|      | 3 | Bandera de Cataluña               | Mireia Clemente Martín      | Bandera de Cataluña               | Paula Tost Figueres       | Bandera de Aragón                 | Andrea Casasnovas Rocha     |

## Resúmen de Medallas
Desde el año 2005
| Orden | Federación          | Esquiadora                  | Oro | Plata | Bronce | Situación deportiva | Edad    |
| ----- | ------------------- | --------------------------- | --- | ----- | ------ | ------------------- | ------- |
| 1     | Andalucía           | Carolina Ruiz Castillo      | 14  | 4     | 1      | Retirada            | 43 años |
| 2     | Cataluña            | Nuria Pau Romeu             | 9   | 5     | 3      | Retirada            | 31 años |
| 3     | Andalucía           | María José Rienda           | 6   | 2     | 1      | Retirada            | 49 años |
| 4     | Cataluña            | Julia Bargallo Granero      | 5   | 3     | 2      | Retirada            | 29 años |
| 5     | Cataluña            | Andrea Jardí Cuadrado       | 3   | 5     | 4      | Retirada            | 35 años |
| 6     | Cataluña            | Miren Miquel Vignau         | 3   | 1     | 1      | En activo           | 26 años |
| 7     | Cataluña            | Mariona Boix Ferrer         | 1   | 1     | 1      | Lesionada           | 29 años |
| 8     | Cataluña            | Laura Jardí Cuadrado        | 1   | 1     | 1      | Retirada            | 32 años |
| 9     | Cataluña            | Ona Rocamora Badia          | 1   | 1     | 0      | Retirada            | 29 años |
| 10    | Aragón              | Celia Abad Rodríguez        | 1   | 0     | 0      | Retirada            | 24 años |
| 11    | Cataluña            | Ana Esteve Bieto            | 0   | 4     | 0      | Retirada            | 27 años |
| 12    | Cataluña            | Mireia Clemente Martin      | 0   | 2     | 1      | Retirada            | 37 años |
| 13    | Aragón              | Inda Garin Forkegard        | 0   | 2     | 1      | Retirada            | 32 años |
| 14    | Andorra             | Mireia Gutiérrez            | 0   | 2     | 0      | -                   |         |
| 15    | Comunidad de Madrid | Laura Rodríguez Rodríguez   | 0   | 1     | 2      | Retirada            | 36 años |
| 16    | País Vasco          | Arrieta Rodríguez Elosegui  | 0   | 1     | 1      | En activo           | 22 años |
| 17    | Cataluña            | Pat Miquel Vignau           | 0   | 1     | 1      | Retirada            | 24 años |
| 18    | País Vasco          | Sofía Gandarias Goldaracena | 0   | 1     | 1      | Retirada            | 28 años |
| 19    | Cataluña            | Silvia Vila Mina            | 0   | 1     | 0      | Retirada            | 27 años |
| 20    | Andorra             | Carla Mijares               | 0   | 1     | 0      | -                   |         |
| 21    | Cataluña            | Marta Badia Dalmau          | 0   | 1     | 0      | Retirada            | 33 años |
| 22    | Suecia              | Li Djurestaahl              | 0   | 1     | 0      | -                   |         |
| 23    | Cataluña            | Eli Samper Crespo           | 0   | 1     | 0      | Retirada            | 31 años |
| 24    | Cataluña            | Marta Jimenez Salmurri      | 0   | 1     | 1      | Retirada            | 28 años |
| 25    | Aragón              | Leyre Morlans Aguilar       | 0   | 1     | 2      | Retirada            | 38 años |
| 26    | Andalucía           | Irene Alvarez Perez         | 0   | 0     | 2      | Retirada            | 24 años |
| 27    | Cataluña            | Anna Diazprieto Ribo        | 0   | 0     | 2      | Retirada            | 29 años |
| 37    | Cataluña            | Anna Galofre Martí          | 0   | 0     | 2      | Retirada            | 30 años |
| 29    | Andorra             | Sissi Histerreitner         | 0   | 0     | 2      | -                   |         |
| 28    | Andorra             | Cande Moreno                | 0   | 0     | 1      | -                   |         |
| 30    | Cataluña            | Claudia Carreras Torras     | 0   | 0     | 1      | Retirada            | 43 años |
| 31    | Cataluña            | Lucía Guerra Martín         | 0   | 0     | 1      | Retirada            | 32 años |
| 32    | Cataluña            | Jana Suau Claramunt         | 0   | 0     | 1      | En activo           | 22 años |
| 33    | Cataluña            | Lisa Vallcorba Barata       | 0   | 0     | 1      | En activo           | 23 años |
| 34    | Andorra             | Carmina Pallas              | 0   | 0     | 1      | -                   |         |
| 35    | Andorra             | Sara Ramentol               | 0   | 0     | 1      | -                   |         |
| 36    | Cataluña            | Clara López Costa           | 0   | 0     | 1      | Retirada            | 28 años |
| 38    | Cataluña            | Aina Aleu Roig              | 0   | 0     | 1      | Retirada            | 29 años |
| 39    | Andalucía           | Georgina Fernández Salmón   | 0   | 0     | 1      | Retirada            | 29 años |
| 40    | Aragón              | Andrea Casasnovas           | 0   | 0     | 1      | Retirada            | 37 años |
| 41    | Cataluña            | Paula Tost Figueres         | 0   | 0     | 1      | Retirada            | 36 años |

## Resúmen por federaciones
Desde el año 2005, por federaciones el listado de triunfos en el Campeonato de España femenino es el siguiente
| Federación          | Oro | Plata | Bronce |
| ------------------- | --- | ----- | ------ |
| Cataluña            | 23  | 28    | 26     |
| Andalucía           | 20  | 6     | 5      |
| Aragón              | 1   | 3     | 4      |
| Andorra             | 0   | 3     | 5      |
| País Vasco          | 0   | 2     | 2      |
| Comunidad de Madrid | 0   | 1     | 2      |
| Suecia              | 0   | 1     | 0      |

## Clasificaciones del Campeonato Masculino
Clasificaciones desde el año 2005
|      |   |                                   | Eslalom                    |                                   | Gigante                    |                        | Súper Gigante              |
| ---- | - | --------------------------------- | -------------------------- | --------------------------------- | -------------------------- | ---------------------- | -------------------------- |
|      |   |                                   | Sierra Nevada              |                                   |                            |                        |                            |
| 2022 | 1 | Bandera de Cataluña               | Joaquim Salarich Baucells  |                                   |                            |                        |                            |
|      | 2 | Bandera del País Vasco            | Juan del Campo Hernández   |                                   |                            |                        |                            |
|      | 3 | Bandera del País Vasco            | Aingeru Garay Fernández    |                                   |                            |                        |                            |
|      |   |                                   | Espot                      |                                   | Espot                      |                        | Sierra Nevada              |
| 2021 | 1 | Bandera de Cataluña               | Joaquim Salarich Baucells  | Bandera de la Comunidad de Madrid | Gonzalo Viou Nuñez         | Bandera de Cataluña    | Albert Ortega Fornesa      |
|      | 2 | Bandera del País Vasco            | Aingeru Garay Fernández    | Bandera del País Vasco            | Aingeru Garay Fernández    | Bandera de Navarra     | Adur Etxezarreta Rezola    |
|      | 3 | Bandera de la Comunidad de Madrid | Gonzalo Viou Nuñez         | Bandera de Andorra                | Bartomeu Gabriel Gonzalo   | Bandera del País Vasco | Juan del Campo Hernández   |
| 2020 |   |                                   | -                          |                                   | -                          |                        | -                          |
|      |   |                                   | Baqueira Beret             |                                   | Baqueira Beret             |                        | Baqueira Beret             |
| 2019 | 1 | Bandera de Cataluña               | Alex Puente Tasias         | Bandera de Cataluña               | Alfred Prieto Bravo        | Bandera de Andorra     | Marc Oliveras              |
|      | 2 | Bandera de Cataluña               | Albert Ortega Fornesa      | Bandera del País Vasco            | Aingeru Garay Fernández    | Bandera de Andorra     | Matia Vargas               |
|      | 3 |                                   | Axel Esteve                | Bandera de Cataluña               | Albert Ortega Fornesa      | Bandera de Navarra     | Adur Etxezarreta Rezola    |
|      |   |                                   | Sierra Nevada              |                                   | Sierra Nevada              |                        | Sierra Nevada              |
| 2018 | 1 | Bandera de Cataluña               | Joaquim Salarich Baucells  | Bandera del País Vasco            | Juan del Campo Hernández   | Bandera de Andorra     | Matia Vargas               |
|      | 2 |                                   | Axel Esteve                | Bandera de Cataluña               | Ricard Ortega Fornesa      | Bandera de Cataluña    | Albert Ortega Fornesa      |
|      | 3 | Bandera de Cataluña               | Albert Ortega Fornesa      | Bandera de Andorra                | Robert Solsona             | Bandera de Cataluña    | Alex Puente Tasias         |
|      |   |                                   | Espot                      |                                   | Espot                      |                        | Espot                      |
| 2017 | 1 | Bandera de Eslovaquia             | Zan Groselj                | Bandera de Francia                | Alexis Brondex             | Bandera de Cataluña    | Albert Ortega Fornesa      |
|      | 2 | Bandera de Cataluña               | Joaquim Salarich Baucells  | Bandera de Eslovaquia             | Zan Groselj                | Bandera de Eslovaquia  | Aljaz Dvornik              |
|      | 3 |                                   | Axel Esteve                | Bandera de Eslovaquia             | Aljaz Dvornik              | Bandera del País Vasco | Juan del Campo Hernández   |
|      |   |                                   | Formigal                   |                                   | Formigal                   |                        | Formigal                   |
| 2016 | 1 | Bandera del País Vasco            | Juan del Campo Hernán      | Bandera de Cataluña               | Alex Puente Tasias         |                        |                            |
|      | 2 | Bandera de Cataluña               | Pol Carreras Torras        | Bandera de Andorra                | Robert Solsona             |                        |                            |
|      | 3 | Bandera de Andorra                | Robert Solsona             | Bandera de Cataluña               | Pol Carreras Torras        |                        |                            |
|      |   |                                   | Baqueira Beret             |                                   | Baqueira Beret             |                        | Baqueira Beret             |
| 2015 | 1 | Bandera de Cataluña               | Joaquim Salarich Baucells  | Bandera de Cataluña               | Alex Puente Tasias         | Bandera del País Vasco | Juan del Campo Hernández   |
|      | 2 | Bandera de Francia                | Maxime Tissot              | Bandera de Cataluña               | Pol Carreras Torras        | Bandera de Cataluña    | Alex Puente Tasias         |
|      | 3 | Bandera de Cataluña               | Alex Puente Tasias         |                                   | Axel Esteve                | Bandera de Cataluña    | Pol Carreras Torras        |
|      |   |                                   | Sierra Nevada              |                                   | Sierra Nevada              |                        | Sierra Nevada              |
| 2014 | 1 | Bandera de Cataluña               | Pol Carreras Torras        | Bandera de Cataluña               | Pol Carreras Torras        | Bandera del País Vasco | Paul de la Cuesta Esnal    |
|      | 2 | Bandera de la Comunidad de Madrid | Diego Apraiz Calderón      | Bandera del País Vasco            | Juan del Campo Hernández   | Bandera de Navarra     | Adur Etxezarreta Rezola    |
|      | 3 | Bandera de Aragón                 | Gorka Ugalde Moreno        | Bandera de Cataluña               | Alex Pons Dosta            | Bandera de Cataluña    | Pol Carreras Torras        |
|      |   |                                   | La Molina                  |                                   | La Molina                  |                        | La Molina                  |
| 2013 | 1 | Bandera de Cataluña               | Joaquim Salarich Baucells  | Bandera de Cataluña               | Alex Pue Tasias            | Bandera de Cataluña    | Ferrán Terra Navarro       |
|      | 2 | Bandera de Cataluña               | Ferrán Terra Navarro       | Bandera de Cataluña               | Pol Rocamora Badia         | Bandera del País Vasco | Paul de a Cuesta Esnal     |
|      | 3 | Bandera de Andorra                | Marc Oliveras              | Bandera de Cataluña               | Pol Carreras Torras        | Bandera de Cataluña    | Alex Puente Tasias         |
|      |   |                                   | La Molina                  |                                   | La Molina                  |                        | La Molina                  |
| 2012 | 1 | Bandera de Cataluña               | Pol Carreras Torras        | Bandera de Cataluña               | Pol Rocamora Badia         | Bandera del País Vasco | Paul de a Cuesta Esnal     |
|      | 2 | Bandera de Cataluña               | Pol Rocamora Badia         | Bandera del País Vasco            | Juan del Campo Hernádez    | Bandera de Cataluña    | Ferrán Terra Navarro       |
|      | 3 | Bandera de Cataluña               | Xavier Salarich Baucells   | Bandera de Cataluña               | Ferrán Terra Navarro       | Bandera de Cataluña    | Xavier Salarich Baucells   |
|      |   |                                   | Sierra Nevada              |                                   | Sierra Nevada              |                        | Sierra Nevada              |
| 2011 | 1 | Bandera de Cataluña               | Pol Carreras Torras        | Bandera de Cataluña               | Ferrán Terra Navarro       | Bandera de Cataluña    | Ferrán Terra Navarro       |
|      | 2 | Bandera de Castilla y León        | Alvaro Carbajo Farto       | Bandera de Cataluña               | Pol Carreras Torras        | Bandera del País Vasco | Paul de a Cuesta Esnal     |
|      | 3 | Bandera de Cataluña               | Joaquim Salarich Baucells  | Bandera del País Vasco            | Paul de la Cuesta Esnal    | Bandera de Cataluña    | Pol Carreras Torras        |
|      |   |                                   | Candanchú                  |                                   | Candanchú                  |                        |                            |
| 2010 | 1 | Bandera de Cataluña               | Pol Carreras Torras        | Bandera del País Vasco            | Paul de la Cuesta Esnal    |                        |                            |
|      | 2 | Bandera de la Comunidad de Madrid | Alvaro Apraiz Calderón     | Bandera de Cataluña               | Xavier Salarich Baucells   |                        |                            |
|      | 3 | Bandera de Cataluña               | Javier Alonso Teresa       | Bandera de Cataluña               | Eduardo Puente Tasias      |                        |                            |
|      |   |                                   | La Molina                  |                                   | La Molina                  |                        | La Molina                  |
| 2009 | 1 | Bandera de Cataluña               | Ferrán Terra Navarro       | Bandera de Cataluña               | Ferrán Terra Navarro       | Bandera de Cataluña    | Pol Carreras Torras        |
|      | 2 | Bandera de Cataluña               | Josep Pujol Ferrer         | Bandera del País Vasco            | Paul de la Cuesta Esnal    | Bandera de Cataluña    | Ferrán Terra Navarro       |
|      | 3 | Bandera del País Vasco            | Paul de la Cuesta Esnal    | Bandera de Cataluña               | Oriol Dot Casellas         | Bandera del País Vasco | Paul de a Cuesta Esnal     |
| 2008 |   |                                   |                            |                                   |                            |                        |                            |
|      |   |                                   | Candanchú                  |                                   | Candanchú                  |                        | Candanchú/Combinada        |
| 2007 | 1 | Bandera de Japón                  | Yazuhiro Ikuta             | Bandera de Cataluña               | Ferrán Terra Navarro       | Bandera de Cataluña    | Guillem Capdevila Vizcaino |
|      | 2 | Bandera de Japón                  | Masashi Hanada             | Bandera de Japón                  | Masashi Hanada             | Bandera de Cataluña    | Damia Costa Diaz           |
|      | 3 | Bandera de Cataluña               | Guillem Capdevila Vizcaino | Bandera de Cataluña               | Guillem Capdevila Vizcaino | Bandera de Cataluña    | Xavier Salarich Baucells   |
|      |   |                                   | Boí Taüll                  |                                   | Boí Taüll                  |                        | Boí Taüll/Combinada        |
| 2006 | 1 | Bandera de Cataluña               | Guillem Capdevila Vizcaíno | Bandera de Andorra                | Alex Antor                 | Bandera de Cataluña    | Guillem Capdevila Vizcaíno |
|      | 2 | Bandera de Andorra                | Alex Antor                 | Bandera de Andalucía              | Diego Jiménez Sanchez      | Bandera de Cataluña    | Joel Bulo Gallach          |
|      | 3 | Bandera de Cataluña               | Joel Bulo Gallach          | Bandera de la Comunidad de Madrid | Javier Aracil Coca         | Bandera de Andalucía   | José A. Morales Rosas      |
|      |   |                                   | Baqueira Beret             |                                   | Baqueira Beret             |                        | Baqueira Beret             |
| 2005 | 1 | Bandera de Cataluña               | Oriol Dot Casellas         | Bandera del País Vasco            | Paul de la Cuesta Esnal    | Bandera del País Vasco | Paul de a Cuesta Esnal     |
|      | 2 | Bandera de Cataluña               | Ferrán Terra Navarro       | Bandera de Cataluña               | Oriol Dot Casellas         | Bandera de Cataluña    | Oriol Dot Casellas         |
|      | 3 | Bandera de Galicia                | Camilo López Anglada       | Bandera de Cataluña               | Edgar Fenoy Méndez         | Bandera de Aragón      | Iñaki Martínez Pérez       |

## Resúmen de medallas
Desde el año 2005
|    | Federación          | Esquiador                  | Oro | Plata | Bronce | Situación deportiva | Edad    |  |
| -- | ------------------- | -------------------------- | --- | ----- | ------ | ------------------- | ------- |  |
| 1  | Cataluña            | Pol Carreras Torras        | 6   | 3     | 5      | Retirado            | 35 años |  |
| 2  | Cataluña            | Ferrán Terra Navarro       | 6   | 3     | 1      | Retirado            | 38 años |  |
| 3  | País Vasco          | Paul de la Cuesta Esnal    | 5   | 3     | 3      | Retirado            | 36 años |  |
| 4  | Cataluña            | Joaquim Salarich Baucells  | 5   | 1     | 1      | En activo           | 31 años |  |
| 5  | Cataluña            | Alex Puente Tasias         | 4   | 1     | 3      | Retirado            | 31 años |  |
| 6  | País Vasco          | Juan del Campo Hernández   | 3   | 3     | 2      | En activo           | 30 años |  |
| 7  | Cataluña            | Guillem Capdevila Vizcaíno | 3   | 0     | 2      | Retirado            | 39 años |  |
| 8  | Cataluña            | Albert Ortega Fornesa      | 2   | 2     | 2      | En activo           | 26 años |  |
| 9  | Comunidad de Madrid | Gonzalo Viou Nuñez         | 1   | 0     | 1      | En activo           | 27 años |  |
| 10 | Cataluña            | Pol Rocamora Badia         | 1   | 2     | 0      | Retirado            | 33 años |  |
| 11 | Andorra             | Marc Oliveras              | 1   | 0     | 1      | -                   |         |  |
| 12 | Cataluña            | Alfred Prieto Bravo        | 1   | 0     | 0      | Retirado            | 23 años |  |
| 13 | Francia             | Alexis Brondex             | 1   | 0     | 0      | -                   |         |  |
| 14 | Eslovaquia          | Zan Groselj                | 1   | 1     | 0      | -                   |         |  |
| 15 | Andorra             | Matia Vargas               | 1   | 1     | 0      | -                   |         |  |
| 16 | Cataluña            | Oriol Dot Casellas         | 1   | 2     | 1      | Retirado            | 45 años |  |
| 17 | Andorra             | Alex Antor                 | 1   | 1     | 0      | -                   |         |  |
| 18 | Japón               | Yasuhiro Ikuta             | 1   | 0     | 0      | Retirado            | 45 años |  |
| 19 | País Vasco          | Aingeru Garay Fernández    | 0   | 3     | 1      | En activo           | 26 años |  |
| 20 | Navarra             | Adur Etxezarreta Rezola    | 0   | 2     | 1      | En activo           | 29 años |  |
| 21 | Comunidad de Madrid | Álvaro Apraiz Calderón     | 0   | 2     | 0      | Retirado            | 32 años |  |
| 22 | Japón               | Masashi Hanada             | 0   | 2     | 0      | -                   |         |  |
| 23 | Cataluña            | Xavier Salarich Baucells   | 0   | 1     | 3      | Retirado            | 34 años |  |
| 24 |                     | Axel Esteve                | 0   | 1     | 3      | -                   |         |  |
| 25 | Andorra             | Robert Solsona             | 0   | 1     | 2      | -                   |         |  |
| 26 | Eslovaquia          | Aljaz Dvornik              | 0   | 1     | 1      | -                   |         |  |
| 27 | Cataluña            | Joel Bulo Gallach          | 0   | 1     | 1      | Retirado            | 36 años |  |
| 28 | Cataluña            | Ricard Ortega Fornesa      | 0   | 1     | 0      | Retirado            | 28 años |  |
| 29 | Francia             | Maxime Tissot              | 0   | 1     | 0      | -                   |         |  |
| 30 | Castilla y León     | Álvaro Carbajo Farto       | 0   | 1     | 0      | Retirado            | 41 años |  |
| 31 | Cataluña            | Josep Pujol Ferrer         | 0   | 1     | 0      | Retirado            | 36 años |  |
| 32 | Cataluña            | Damia Costa Diaz           | 0   | 1     | 0      | Retirado            | 35 años |  |
| 33 | Andalucía           | Diego Jiménez Sánchez      | 0   | 1     | 0      | Retirado            | 38 años |  |
| 34 | Comunidad de Madrid | Diego Apraiz Calderón      | 0   | 1     | 0      | Retirado            | 32 años |  |
| 35 | Andorra             | Bartomeu Gabriel Gonzalo   | 0   | 0     | 1      | -                   |         |  |
| 36 | Cataluña            | Javier Alonso Teresa       | 0   | 0     | 1      | Retirado            | 35 años |  |
| 37 | Cataluña            | Eduardo Puente Tasias      | 0   | 0     | 1      | Retirado            | 34 años |  |
| 38 | Comunidad de Madrid | Javier Aracil Coca         | 0   | 0     | 1      | Retirado            | 36 años |  |
| 39 | Andalucía           | José A. Morales Rosas      | 0   | 0     | 1      | Retirado            | 36 años |  |
| 40 | Galicia             | Camilo López Anglada       | 0   | 0     | 1      | Retirado            | 46 años |  |
| 41 | Cataluña            | Edgar Fenoy Méndez         | 0   | 0     | 1      | Retirado            | 39 años |  |
| 42 | Aragón              | Iñaki Martínez Pérez       | 0   | 0     | 1      | Retirado            | 38 años |  |
| 43 | Cataluña            | Alex Pons Dosta            | 0   | 0     | 1      | Retirado            | 29 años |  |
| 44 | Aragón              | Gorka Ugalde Moreno        | 0   | 0     | 1      | Retirado            | 32 años |  |

## Resúmen por federaciones
Desde el año 2005
| Federación          | Oro | Plata | Bronce |
| ------------------- | --- | ----- | ------ |
| Cataluña            | 29  | 19    | 23     |
| País Vasco          | 8   | 9     | 6      |
| Andorra             | 3   | 3     | 4      |
| Comunidad de Madrid | 1   | 3     | 2      |
| Eslovaquia          | 1   | 2     | 1      |
| Japón               | 1   | 2     | 0      |
| Francia             | 1   | 1     | 0      |
| Navarra             | 0   | 2     | 1      |
|                     | 0   | 1     | 3      |
| Andalucía           | 0   | 1     | 1      |
| Castilla y León     | 0   | 1     | 0      |
| Aragón              | 0   | 0     | 2      |
| Galicia             | 0   | 0     | 1      |